# الدوري الفنزويلي الممتاز 2006–07
الدوري الفنزويلي الممتاز 2006–07 هو موسم من الدوري الفنزويلي الممتاز. فاز فيه نادي كاراكاس.